# Epicyrtica
Epicyrtica là một chi bướm đêm thuộc họ Erebidae.

## Các loài
- Epicyrtica bryistis Turner, 1902
- Epicyrtica docima Turner, 1920
- Epicyrtica hippolopha Turner, 1936
- Epicyrtica lathridia Turner, 1908
- Epicyrtica leucostigma Turner, 1902
- Epicyrtica lichenophora Lower, 1902
- Epicyrtica melanops Lower, 1902
- Epicyrtica metallica Lucas, 1898
- Epicyrtica oostigma Turner, 1929
- Epicyrtica pamprepta Turner, 1922

## Hình ảnh

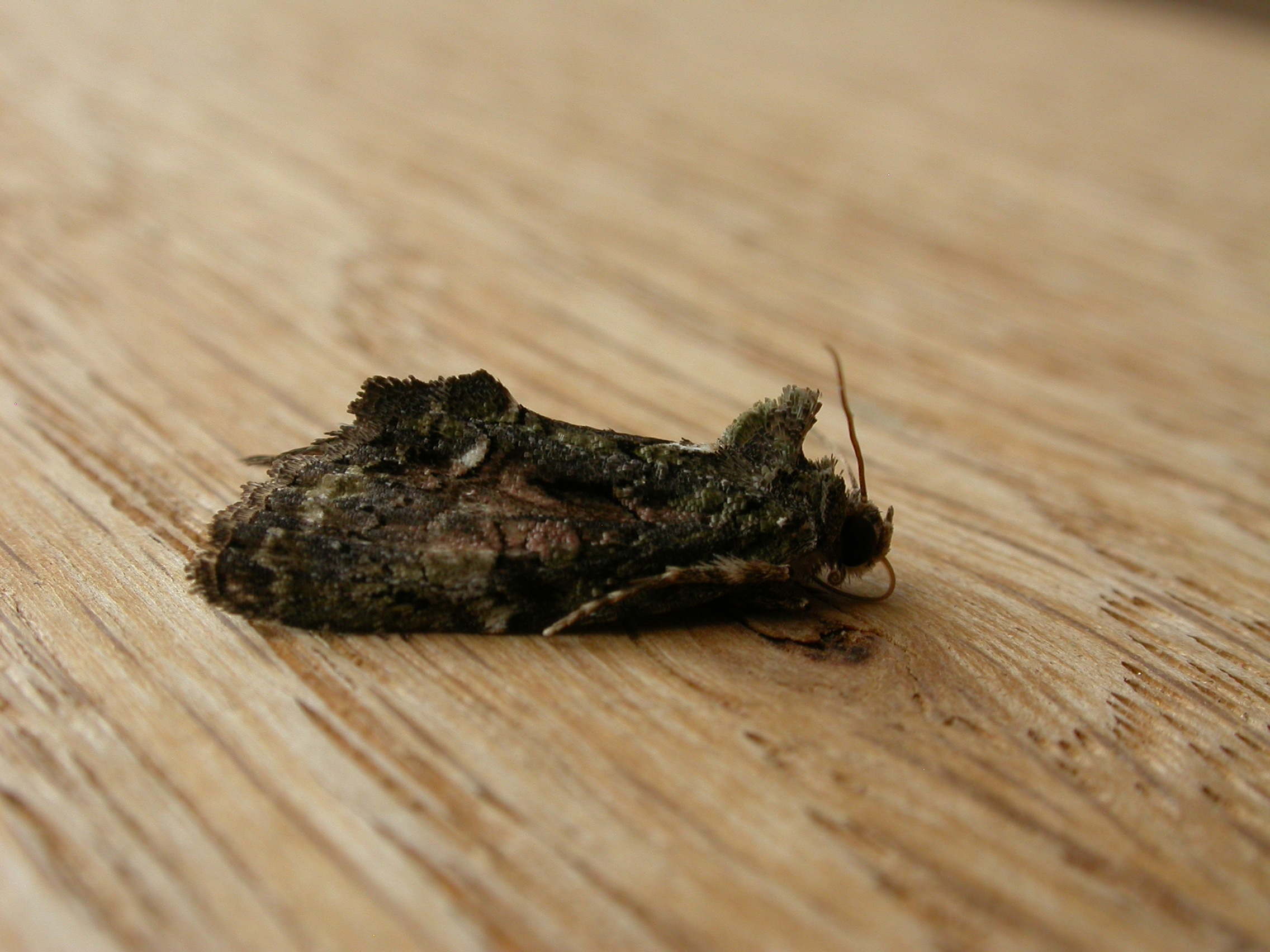
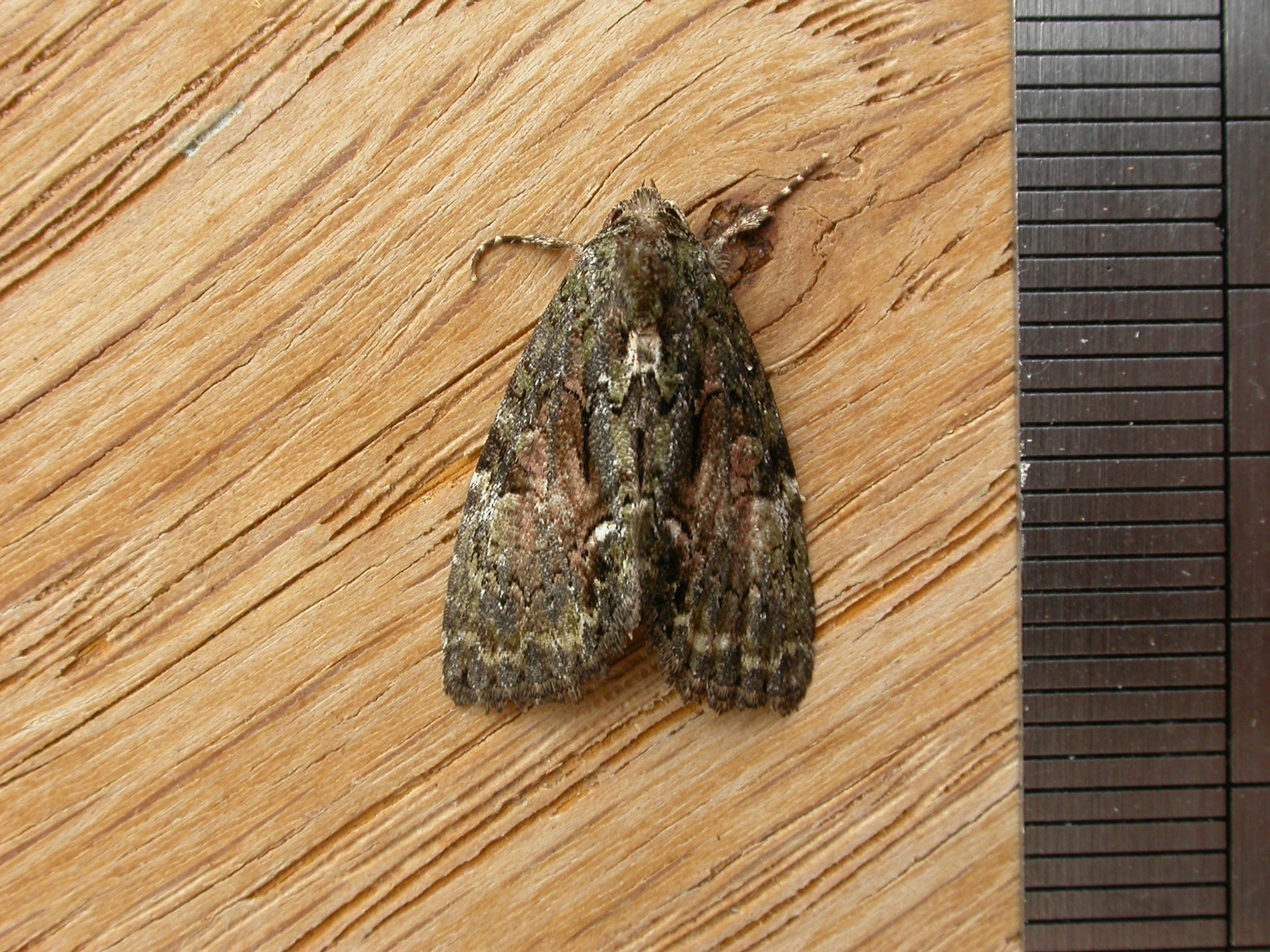
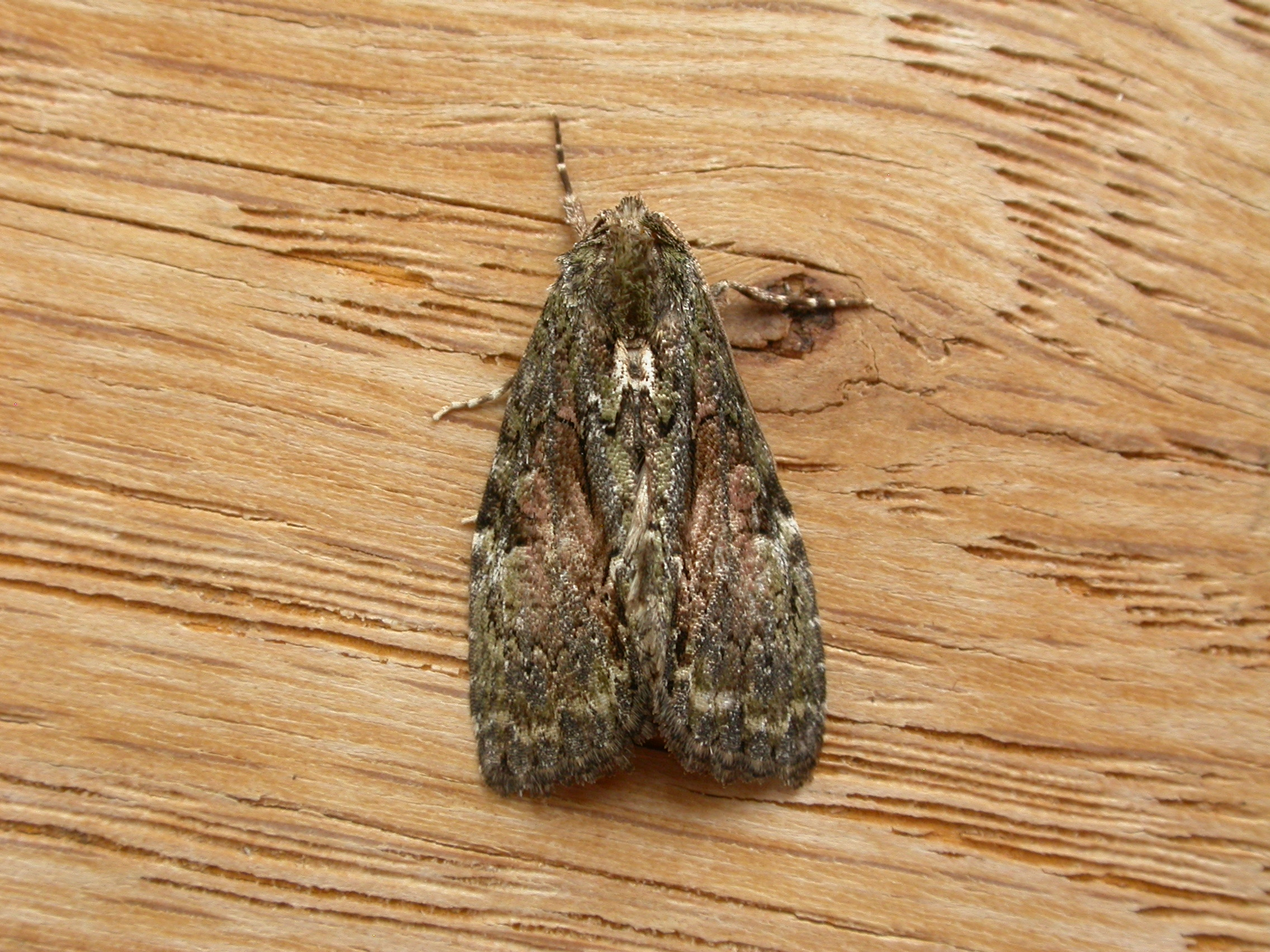